# Депоновање пепела и шљаке из термоелектрана на угаљ
Депоновање пепела и шљаке који настају сагоревањем угља из термоелектрана је комплексан процес, који зависи од низа фактора. Угаљ је као извор енергије обележио економски и политички развој Европе у 19. и 20. веку.
Србија спада међу европске државе код којих угаљ представља превладавајући енергетски извор, међутим проблем приликом производње електричне енергије из угља је настајање пепела и шљаке, који се карактеришу као инертни, опасни и неопасни отпад. 

## Порекло и настанак пепела

### Настанак пепела
Угаљ је минерална сировина која се може поделити на сагорљиви и несагорљиви део.
При сагоревању угља у котловима термоелектрана и топлана издваја се несагориви остатак који представља пепео.
У термоелектранама које примењују класичан систем сагоревања угља, на основу места издвајања, разликујемо више врста пепела:
- шљака(енглески: bottom ash), најкрупнији несагориви остатак сагоревања, који се издваја на дну котла,
- котловски пепео(енглески: boiler ash), крупније класе које се из котла издвајају са димним гасовима,
- електрофилтерски пепео(енглески: fly ash), најситиније класе које се из котла издвајају заједно са димним гасовима.

### Врсте пепела
Разноврсна је класификација пепела, на основу врсте угља који се сагорева разликујемо "киселе" и "базичне". Кисели пепели настају сагоревањем камених , а базични мрких и лигнита. 
По хемијском саставу код киселих пепела су заступљени SiO2 i Al2О3, док код базичних основну компоненту чини CaO. Тежећи да поделу пепела прилагоди приликама, Рударски институт у Београду је на основу разлика у хемијском и минеролошком саставу и и различитом понашању у контакту са водом, пепео поделио у 3 групе:
1. силикатни
2. калцијски
3. силикатно-калцијски

Силикатни пепели су потпуно инертни, основна компонента у хемијској грађи је SiO2, у минералном саставу уз аморфну масу јавља се мулит, калцит, кварц... Типичан представник силикатног типа су пепели настали сагоревањем лигнита из Колубарског и Костолачког угљеног басена.  
Калцијски пепели су због високог учешћа калцијума у свом хемијском саставу врли реактивни у контакту са водом. Типичан калцијски тип се издваја у термоелектрани Гацко.  
Силикатно-калцијски тип пепела има у грађи SiO2 и CaO у приближно међусобном односу. Мешовити силикатно-калцијски тип се среће на косовским термоелектранама. 

## Транспорт и депоновање пепела
Транспорт и депоновање пепела се може вршити у:
- мокром стању
- сувом стању

### Транспорт и депоновање сувог пепела
Суви поступци подразумевају механички транспорт:
- камионима
- транспортним тракама

Приликом механичког транспорта, пре утовара у транспортно средство пепео је неопходно наквасити или навлажити. 
У случају да је пепео недовољно наквашен, због временског трајања циклуса транспорта долази до сушења и прашења око места истакања.

### Транспорт и депоновање пепела и шљаке у облику хидромешавине
Мокро или хидрауличко депоновање пепела подразумева да се сједињавањем пепела и воде добија хидромешавина, која се транспортује на депонију, а затим на одговарајући начин истаче.
При овом виду манипулације јављају се два основна начина:
1. транспорт и депоновање у виду ретке хидромешавине
2. транспорт и депоновање у виду густе хидромешавине

Ретка хидромешавина подразумева да је однос воде:пепео=1:10. Овај систем рада не захтева посебну технолошку дисциплину, аутоматизацију и бригу, али је нерационалан због потрошње воде и енергије.
Густа хидромешавина подразумева да је однос воде и пепела строго контролисан.

#### Депоновање слободним истакањем хидромешавине
Технолошки најпростији вид депоновања, који подразумева слободно истакање хидромешавине у припремљени акумулациони простор, карактеристичан за густе хидромешавине. Мана оваквог вида депоновања је у то што при истакању хидромешавине са великих висина, долази до појаве "кратера" у акумулационом просотру. 

#### Израда насипа од ретке мешавине хидроциклона
При депоновању ретке хидромешавине, неопходно је да акумулациони простор буде формиран пре истакања. Првобитно се то радило од материјала као што су дробљњни камен из каменолома, песак и шљунак.
Потом је примењен систем као на флотацијским јаловиштима, који је подразумева класирање пепела у хидроциклонима, да би се издвојила (крупнија) класа крупноће, погодна за израду ободних насипа.
Због неодговарајућег односа пепела и воде на излазу из термоелектране, примењен је систем двостепеног хидроциклонирања, који се састоји из 2 степена: 
- У првом степену примењује се хидроциклон- згушњивач, који одваја максималну количину воде и најситније честице,
- у другом степену се користи класични хидроциклон- класификатор који издваја фракцију погодну за израду насипа.